# Leptecodon rectus
Il leptecodonte (Leptecodon rectus) è un pesce osseo estinto, appartenente agli aulopiformi. Visse nel Cretaceo superiore (Santoniano, circa 80 milioni di anni fa) e i suoi resti fossili sono stati ritrovati in Nordamerica.

## Descrizione
Questo pesce era di piccole dimensioni e solitamente non superava i 25 centimetri di lunghezza. Il corpo era molto snello e sottile, e la testa era bassa e dotata di un muso allungato terminante in una punta. Gli occhi erano relativamente grandi e le orbite arrotondate, mentre le mascelle erano armate di numerosi denti appuntiti e sottili. Le pinne pettorali erano piccole, dotate di sette o forse otto raggi; anche le pinne ventrali erano di piccole dimensioni. Il corpo era ricoperto da tre file longitudinali di scudi lungo i fianchi; le placche erano a forma di trapezio e ricoprivano completamente il corpo. 

## Classificazione
Leptecodon è considerato un membro peculiare della famiglia Enchodontidae, un gruppo di pesci predatori tipici del Cretaceo e dotati solitamente di lunghi denti e corpo snello. Leptecodon rectus venne descritto per la prima volta da Samuel Williston nel 1899, sulla base di un fossile ritrovato in Kansas, nella formazione Niobrara. Il fossile, di provenienza incerta ma sicuramente ritrovato nella Contea di Graham, venne rinvenuto all'interno di una conchiglia fossile di inoceramide (Platyceramus platinus) da H. T. Martin nel 1895. 

## Paleoecologia
Leptecodon era probabilmente un piccolo predatore che si nutriva di piccoli pesci nel mare interno occidentale del Cretaceo. L'associazione fossile con un grande inoceramide potrebbe indicare che Leptecodon si nascondeva all'interno delle grandi conchiglie, e forse formava un'associazione simbiotica. Altri pesci fossili di piccole dimensioni, Omosoma e Caproberyx, sono stati ritrovati all'interno di Platyceramus. 